# Tati Gabrielle
Tatiana Gabrielle Hobson (San Francisco, 25 januari 1996) is een Amerikaans actrice. Ze speelde in diverse films en series, waaronder The Emoji Movie, Chilling Adventures of Sabrina en You.

## Filmografie

### Film
- 2014: To Stay the Sword, als Keating
- 2017: The Emoji Movie, als Addie
- 2022: Uncharted, als Jo Braddock
- 2023: Batman: The Doom That Came to Gotham, als Kai Li Cain (stemrol)
- 2023: At the Motel, als meisje
- 2024: The Supremes at Earl's All-You-Can-Eat, als jonge Barbara Jean

### Televisie
- 2016: Just Jenna, als Monique
- 2016: K.C. Undercover, als Wackie Jackie
- 2016: The Thundermans, als Hacksaw
- 2017-2020: The 100, als Gaia
- 2017: Dimension 404, als Amanda's zus
- 2017: Freakish, als Birdie
- 2018-2020: Chilling Adventures of Sabrina, als Prudence Blackwood
- 2020-2023: The Owl House, als Willow Park
- 2021-2025: You, als Marienne Bellamy
- 2023: Kaleidoscope, als Hannah Kim (geboren: Vernon)
- 2025: The Last of Us, als Nora Harris